# Saddat al-Hindijja
Saddat al-Hindijja (arab. سدة الهندية) – miasto w Iraku, w muhafazie Babilon. Według danych szacunkowych na rok 2013 liczy 14 583 mieszkańców.